# Дгармапала
Дгармапала (*ধর্মপাল, д/н —810) — махараджахіраджа давньоіндійської Імперії Пала у 770–810 роках, визначний політичний та військовий діяч.

## Життєпис

### Зовнішня політика
Походив з династії Пала. Ймовірно долучився до державних справ ще за правління свого батька Ґопали I. Після смерті останнього у 770 році вступив на трон. Майже відразу розпочав військову кампанію з підкорення північної частини Індостану. Тут він стикнувся з протидією спочатку держави Гуджара-Пратіхара, а потім Раштракутів.
Під час запеклої боротьби з Пратіхарами Дгармапала переміг їх володаря Нагабхату I, але потім зазнав поразки від іншого Пратіхари — вацараджі. Але останнього переміг махараджахіраджа Дхрува Раштракут. Дгармапала виступив проти нього, але зазнав поразки. Втім незабаром Раштракут відійшов з військом на південь. Скориставшись цим Дгармапала завдав поразки махараджі Вацараджі Пратіхари, скинувши їхнього ставленика Індраядґу у м. Канноджі (церемоніальне місто з часів династії Гуптів), поставивши у 800 році свого махараджу — Чакраядґу. Захопленням в Канноджі правитель Пала затвердив владу своєї династії над Ар'яватою (північною Індією).
Після цього Дгармапала рушив на схід, де приєднав до своїх володінь області Бходжа, Мадра, Ґандхара (сучасні Пенджаб, Кашмір, Афганістан), а згодом Вацу й Мацю (сучасний Раджастхан).
За часів Нагабхати II з династії Пратіхари у 800—810 роках розпочалася нова війна з Дгармапалою. Останній зазнав низки невдач, але завдяки нападу на державу Пратіхара з боку Говінди III з династії Раштракутів, Дгармапала впорався з супротивником. Незабаром він відновив свою владу на північною Індією.
За його наказом вирушали посольства з буддистськими проповідниками до Сінду, Кашміру, Непалу, держав на території сучасної М'янми, Індокитаю. Встановлюються дружні стосунки з ценпо Тідесронцаном. Помер у 810 році, передавши владу синові Девапалі.

### Внутрішня політика
Був прихильником буддизму, сприяв його розбудові. Дгармапала надавав значні кошти для відомого «університету» Наланда, фактично відродивши його. За кошти Дгармапали було відкрито буддистський навчальний центр Вікрамашіла (сучасний штат Біхар). За його наказом було побудовано віхару у Сомапурі (сучасний Пахарпур), продовжував надавати допомогу буддистському «університету» в Одантапурі.
Також за його правління набули широкого поширення цілі мережі вуличних кіосків швидкого харчування з традиційними національними стравами.[джерело?]